# Carlos Verona
Carlos Verona Quintanilla (San Lorenzo de El Escorial, 4 novembre 1992) è un ciclista su strada spagnolo che corre per il team Lidl-Trek, professionista dal 2013, ha vinto una tappa al Giro d'Italia 2025.

## Palmarès
- 2022 (Movistar Team, una vittoria)

7ª tappa Giro del Delfinato (Saint-Chaffrey > Vaujany)
- 2025 (Lidl-Trek, una vittoria)

15ª tappa Giro d'Italia (Fiume Veneto > Asiago)

### Altri successi
- 2012 (Burgos BH-Castilla y León)

Classifica scalatori Vuelta Ciclista a León
- 2018 (Mitchelton-Scott)

Classifica scalatori Giro dei Paesi Baschi
Classifica scalatori Tour des Fjords

## Piazzamenti

### Grandi Giri
- Giro d'Italia

2016: 43º
2017: 57º
2023: 49º
2025: 54º
- Tour de France

2019: 105º
2020: 19º
2021: 101º
2022: 26º
2024: 24º
- Vuelta a España

2014: 66º
2015: 29º
2017: 73º
2020: 30º
2021: non partito (18ª tappa)
2022: 34º
2024: 32°

### Classiche monumento
- Liegi-Bastogne-Liegi

2013: 91º
2014: 72º
2018: 80º
2019: 44º
2020: 29º
2021: 71º
2022: 37º
- Giro di Lombardia

2014: 78º
2015: 16º
2016: 43º
2017: 64º
2018: 82º
2019: 68º
2023: 58º

### Competizioni mondiali
- Campionati del mondo su strada

Offida 2010 - In linea Juniores: ritirato
Limburgo 2012 - In linea Under-23: 47º
- Campionati del mondo gravel

Veneto 2022 - Elite: 26º

### Competizioni europee
- Campionati europei

Ankara 2010 - In linea Juniores: 35°